# Рабинович Лазар Григорович

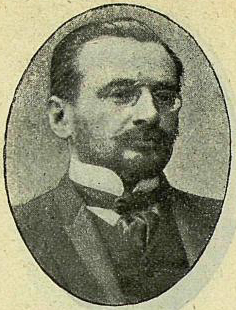
Лазар Рабинович

Ла́зар Григо́рович Рабино́вич (* 1860, Кам'янець-Подільський — † після 1928) — гірничий інженер, репресований у «шахтинській справі». Голова технічної ради «Донвугілля».

## Життєпис
Син купця другої гільдії. 1884 року закінчив Петербурзький гірничий інститут.
Заарештовано в травні 1928 року у зв'язку із «шахтинською справою». Звинувачено в тому, що у 1925–1926 роках був присутнім на нарадах «шкідницької» «контрреволюційної» організації, сприяв установленню зв'язків з іншими організаціями. Винним себе не визнав. 5 липня 1928 року засуджено до позбавлення волі терміном на 6 років зі строгою ізоляцією, конфіскацією третини майна та з наступним позбавленням прав на три роки.